# Medytacja

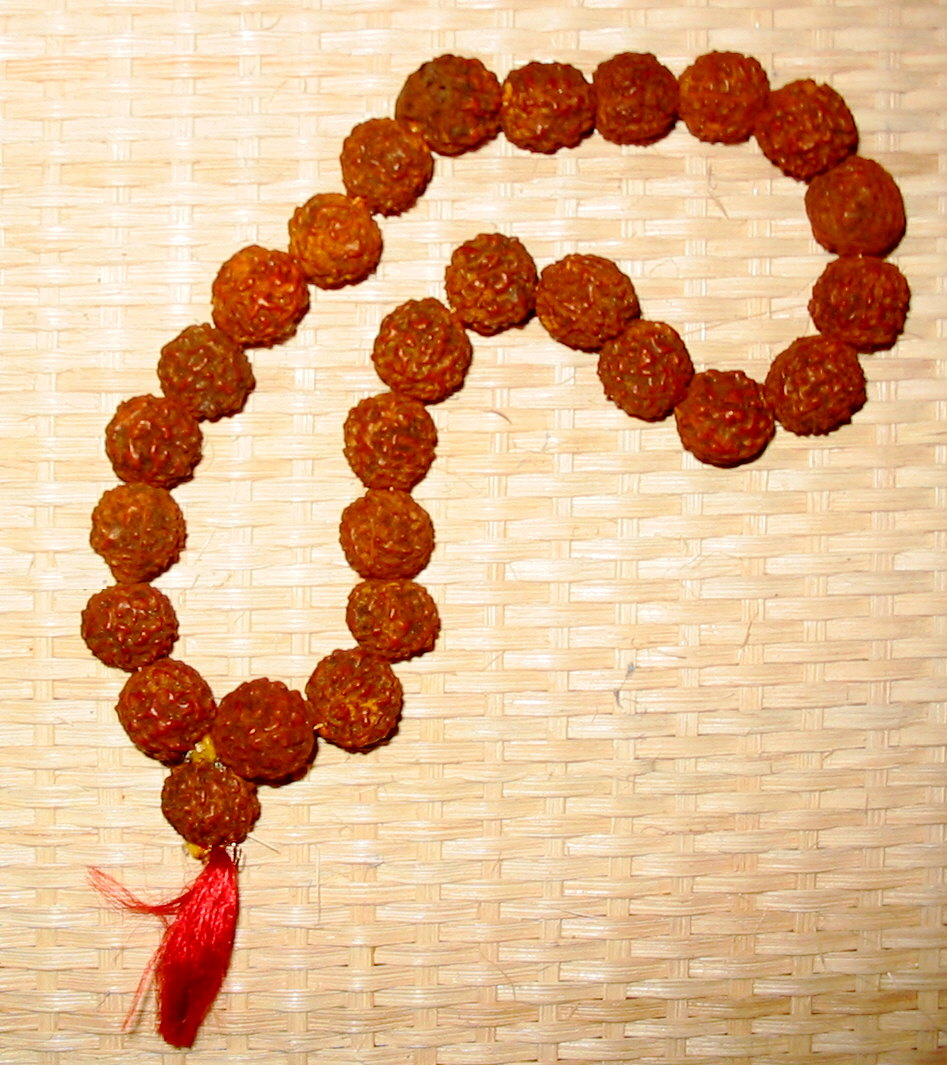
Hinduistyczny sznur modlitewny rudraksza używany do medytacji z mantrą

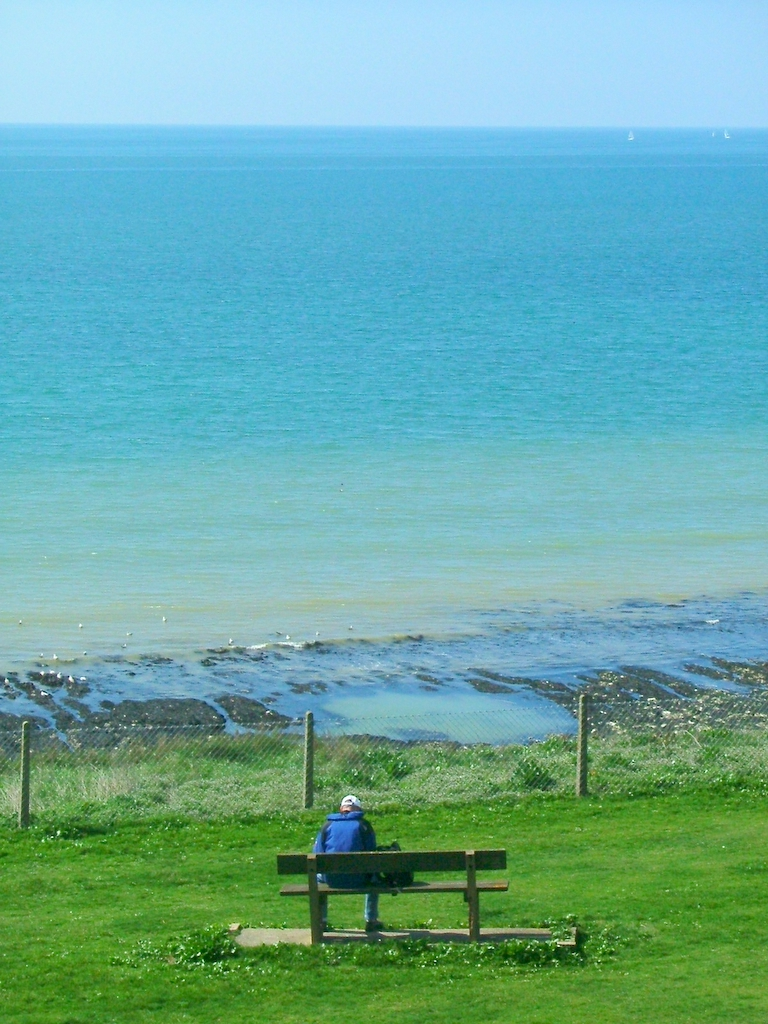
Kontemplacja przyrody

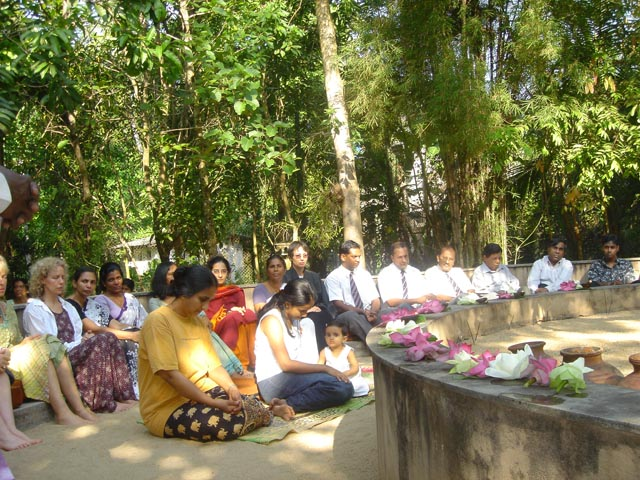
Poranna wspólna medytacja na Sri Lance

Medytacja (łac. meditatio – zagłębianie się w myślach, rozważanie, namysł) – praktyki polegające na ćwiczeniu umysłu lub wprowadzaniu się w odmienny stan świadomości dla uzyskania dobroczynnego skutku, albo aby umysł uznał treść odmiennego stanu bez identyfikowania się z nim lub jako cel sam w sobie. Termin medytacja odnosi się do wielu różnych praktyk, wliczając w to techniki mające na celu zwiększenie wewnętrznej energii siły życiowej (qi, ki, prana itp.) i aby rozwinąć współczucie, miłość, cierpliwość, wielkoduszność i przebaczenie. Medytacja była praktykowana od czasów antycznych jako część tradycji religijnych i wierzeń. Jest stosowana zwłaszcza w jodze oraz w religiach i duchowości Wschodu (buddyzm, taoizm, konfucjanizm, hinduizm, dżinizm), a ostatnio także przez niektóre szkoły psychoterapeutyczne. Elementy medytacji dają się również zauważyć w chrześcijaństwie (hezychazm) i islamie (sufizm). Współcześnie jest często wykorzystywana do oczyszczenia umysłu i jako część terapii różnych problemów zdrowotnych, takich jak np. nadciśnienie, depresja, czy stany lękowe.
Według profesora Lesława Kulmatyckiego, medytacja może być dobrym narzędziem do poznania samego siebie. Oznacza samoświadomość. „Zdarza mi się, że czasami jestem zarówno obserwatorem, jak i obserwowanym. Jestem świadomy tego niejako z zewnątrz, a zarazem akceptuję ten rodzaj „wglądu” od wewnątrz. Czasami brzmi to jak paradoks, ale to tylko kwestia doświadczenia” – podkreślił profesor Kulmatycki w jednym z wywiadów.
Praktyka medytacji może się odbywać w pozycji siedzącej lub jako element aktywności fizycznej. Mnisi buddyjscy włączają medytację uważności do swoich codziennych czynności, jako formę treningu umysłu. Często w medytacji są wykorzystywane sznury modlitewne lub inne obiekty rytualne, mające na celu utrzymanie koncentracji lub przypomnienie praktykującemu o pewnych aspektach medytacji. Istnieją dziesiątki stylów medytacji i wiele typów aktywności uważanych za praktyki medytacyjne.
Medytacja może mieć na celu wyzwalanie jakiegoś stanu emocjonalnego w celu jego analizy (np. gniewu, nienawiści) lub kultywację określonej reakcji mentalnej na różne bodźce – np. współczucia. Termin „medytacja” może odnosić się do odmiennego stanu świadomości lub praktyk i technik wykorzystywanych w celu jego osiągnięcia. Medytacja ma efekt uspokajający i kieruje uwagę do wnętrza praktykującego, aż zostanie osiągnięty stan całkowitej świadomości, opisywany jako „bycie przebudzonym wewnątrz, nie będąc świadomym niczego poza świadomością samą w sobie”.
Wbrew łacińskiemu źródłosłowowi wschodnia medytacja niekoniecznie ma coś wspólnego z namysłem, często jest nawet jego przeciwieństwem, w niektórych szkołach filozoficznych wręcz zaleca się oczyszczenie umysłu z jakichkolwiek myśli i wyobrażeń, np. Jogasutry Patańdźalego w ten sposób definiują praktyki jogi: yogaś ćitta vritti nirodhah (joga to zatrzymanie aktywności umysłu). Ten rodzaj medytacji stanowi rodzaj spokojnej obserwacji, a jej nazwy nawiązują do „patrzenia”: dhjana (od czasownika „dhiyate” – patrzeć umysłem), vipassana (od „vi-paśyate” – obserwować). Z kolei inne techniki polegają na aktywnej wizualizacji: bhawana (tworzenie), kalpana (budowanie). Wizualizacje są metodą szczególnie często wykorzystywaną w buddyzmie tybetańskim.

## Cele medytacji
Medytacji nadawane są rozmaite cele:
- Poprawa zdrowia fizycznego i samopoczucia psychicznego.
- Rozwinięcie mistrzostwa w określonych sztukach bądź rzemiosłach. W tym celu praktykowali medytację samurajowie.
- Osiągnięcie oświecenia.
- Osiągnięcie pełnej kontroli nad swoim ciałem i umysłem (joga, fakirzy).
- Zespolenie się z bóstwem (wedanta, voodoo).
- Komunikacja z bóstwem poprzez zatopienie się w modlitwie (chrześcijaństwo, islam, judaizm, hinduizm, buddyzm).
- Doświadczenie procesu umierania i nauczenie się kontroli nad nim (np. medytacja phowa znana z buddyzmu tybetańskiego).
- Przezwyciężenie lęku przed śmiercią.

Wymienione cele są niekiedy pozornie sprzeczne – na przykład kontrola umysłu propagowana w jodze wydaje się być całkowicie przeciwstawna do „stopniowego odpuszczania” i nabierania spontaniczności znanego w zen. W istocie jednak w obu przypadkach chodzi o uzyskanie świadomości różnych ukrytych mechanizmów psychologicznych, jak np. reagowanie agresją na różne rodzaje strachu, czy lęku. Uzyskanie świadomości działania tych mechanizmów, uwalnia od ich nieuświadomionego wpływu. W ten sposób świadomość medytującego ma uzyskać spontaniczność, medytujący ma stać się wolny od wpływów tego co nieuświadomione.

## Najważniejsze odmiany medytacji
- Koncentracja na pojedynczym obiekcie, takim jak kwiat albo świeca, albo oddech. Do tego rodzaju medytacji należy na przykład:
  - Vipassana – buddyjska medytacja wglądu[14].
  - Dhjana, czyli rozwijanie koncentracji na pojedynczym przedmiocie takim, jak na przykład oddech, doznania w ciele, przedmiot kasina i innych w buddyzmie therawady.
  - Anapana – techniki związane ze skupieniem na oddechu, również liczenie oddechów znane z zen.
  - Tworzenie, a następnie niszczenie mandali – buddyzm tybetański.
  - Medytacja z kōanem znana z zen.
  - dhikr – W sufizmie jest to specyficzna, podstawowa forma modlitwy.
  - Adoracja Najświętszego Sakramentu
  - Pranajama – technika kontroli oddechu stosowana w jodze[15][16].
  - koncentracja na spokojnej muzyce[17][18].
- Medytacja uważności:
  - Satipatthana, czyli rozwijanie uważności (lub przytomności umysłu) oparta na czterech przedmiotach: (1) ciele (kayā), (2) uczuciach (vedanā), (3) świadomości (cittā) i (4)zjawiskach umysłu (dhammā).
  - Mindfulness – buddyjska technika medytacji oparta na uważnej obserwacji chwili: doświadczeń oraz wrażeń wewnętrznych i zewnętrznych osoby[19].
- Medytacja ruchowa, na przykład:
  - Taijiquan, qigong stosowane w taoizmie.
  - Taniec derwiszów w islamie.
  - Ekstatyczne tańce voodoo oraz niektórych religii afrykańskich.
  - Medytacja dynamiczna, stworzona współcześnie przez Osho.
- Powtarzanie mantr, czyli pewnych sylab i dźwięków, bez odniesień do ich znaczenia, stanowiące specyficzną formę medytacji koncentracyjnej[20]. Do tej kategorii zalicza się:
  - Tzw. medytacja transcendentalną.
  - Medytację Chrześcijańską według metody Johna Maina OSB[21]
- Powtarzanie imienia Boga, Buddy, świętego, jidama lub zawierających takie imię fraz modlitewnych. Do tej kategorii zalicza się:
  - Modlitwę Jezusową,
  - Modlitwy do Matki Boskiej z użyciem różańca w katolicyzmie,
  - Dhikr – w sufizmie jest to specyficzna, podstawowa forma modlitwy.
  - Praktykę nianfo w chińskim buddyzmie Szkoły Czystej Krainy
  - Niektóre medytacje buddyzmu tybetańskiego.
- Wizualizacje – świadome kierowanie umysłu ku pewnym wyobrażeniom:
  - Niektóre medytacje buddyzmu tybetańskiego, np. medytacja trzech świateł obejmują wizualizacje buddów, bodhisattwów lub guru.
  - Techniki wizualizacyjne, szeroko stosowane w psychoterapii.
  - medytacja ignacjańska.
  - medytacja światła.
- Pozycje i układy ciała:
  - Asany z jogi.
  - Mudry stosowane pomocniczo w buddyzmie i jodze.
  - Prawosławna praktyka pokłonów (metanie i prostracje)
  - Medytatywne wiązanie ciała
- Utrzymywanie czujności umysłu przy jednoczesnym niepodtrzymywaniu myśli:
  - Modlitwa Głębi[potrzebny przypis][22]
  - Medytacja zazen znana z zen.
  - Shikan-taza znana z zen.
  - Szine (Shine) w buddyzmie tybetańskim.
  - Spokojne siedzenie znane z konfucjanizmu.
  - Długotrwałe utrzymywanie milczenia znane zarówno w buddyzmie (w tym zen), jak i chrześcijaństwie.
- Trans, hipnoza i pokrewne techniki:
  - Autohipnoza i trans stosowane szeroko w psychoterapii.
  - Afirmacje stosowane w psychoterapii.
  - Technika linii czasu i inne znane z NLP.
  - Techniki znane z metody Silvy.
  - Techniki linii Aka praktykowane na Hawajach.
  - Biofeedback
  - Terapia metodą ograniczonej stymulacji środowiskowej – sesje w komorach deprywacyjnych.

## Praca z umysłem
Podstawą większości odmian medytacji jest praca z umysłem. Istnieją tu dwa główne (i przeciwstawne) sposoby wykonywania tej pracy:
- Medytacje zwrócone do wewnątrz – mają zwykle na celu zagłębienie się w swej osobowości, w celu dokonania zmian, wyciszenia lub wzmocnienia różnych jej aspektów, uzyskania pewnych odpowiedzi, lub wzajemnego uzgodnienia różnych elementów osobowości. Do tej grupy zaliczają się np. wszelkie techniki transowe, hipnotyczne, wizualizacyjne, mantry, taijiquan, joga. Czasem (szczególnie w przypadku transu i wizualizacji) są one wykonywane z zamkniętymi oczami.
- Medytacje zwrócone na zewnątrz – mają zwykle na celu zwiększenie czujności i poprawienie koncentracji oraz spontaniczności. Pozwalają żyć „tu i teraz” z mniejszym bagażem przeszłości i przyszłości. Do tej grupy zalicza się na przykład większość technik zen. Na ogół są wykonywane z otwartymi oczami. Wiele spośród medytacji z tej grupy można wykonywać w trakcie codziennych zajęć (istnieje nawet porzekadło: „zen jest twoim codziennym umysłem”).

## Pozycje medytacyjne
Najbardziej rozwinięty system pozycji medytacyjnych napotykamy w jodze.
W buddyzmie pozycje medytacyjne mają mniejsze znaczenie niż sposób pracy z umysłem. Siedząc w lotosie z rozbieganym umysłem uzyskamy mniej niż ćwicząc uważność w tłoku w tramwaju.
Buddyzm proponuje następujące pozycje (w kolejności od najlepszej do najgorszej): lotos, półlotos, pozycja ćwierćlotosu, pozycja birmańska, siad skrzyżny, przysiad na piętach, siedzenie na krześle, leżenie (pozycja „trupa” lub inaczej „martwe ciało”).

## Bezpieczeństwo medytacji
Medytacje wykorzystuje się w psychoterapii oraz jako dodatek do leczenia wymagającego redukcji stresu i poprawy samopoczucia. Medytacja prowadzi bowiem do „lepszego wglądu w siebie”. Problemy mogą zaistnieć jedynie w przypadku praktykowania medytacji przez niektórych psychotyków albo osoby, dla których kontakt z własną podświadomością i emocjami może być niebezpieczny (np. cierpiący na ciężką depresję albo lęki). U zdrowych ludzi efekty różnych form medytacji są pozytywne i obejmują np. poprawę relacji interpersonalnych oraz inteligencji emocjonalnej, redukcję stresu, gniewu i negatywnych emocji, poprawę koncentracji i funkcji kognitywnych.
Medytacja może być niekiedy niebezpieczna dla osób ciężko chorych psychicznie. Według prof. Richarda P. Hayesa stan schizofreników podczas medytacji na ogół pogarsza się, gdyż wpadają w kompletną dezorientację co wzmaga ich wewnętrzny chaos.
Praktykowanie medytacji może również zwielokrotnić działanie niektórych leków, szczególnie przeciwlękowych i zmniejszających ciśnienie krwi. W takim przypadku dozowanie tych leków musi być monitorowane przez lekarza.
Również u cyklofreników medytacja jest odradzana, gdyż może gwałtownie przerzucić ich z manii do depresji, albo zwiększyć amplitudę ich emocjonalnych wahań.
U osób z zaburzeniem obsesyjno-kompulsyjnym pragnienie zdobycia oświecenia może być tak duże, że blokuje dalszą praktykę, a następnie prowadzi do psychicznego załamania się z powodu niepowodzenia. Zdarzali się też obsesyjni mnisi, którzy próbowali wbrew słowom Buddy dojść do oświecenia przez samobójstwo.
Należy podkreślić, że odnotowano jedynie nieliczne przypadki niekorzystnego wpływu medytacji i to wyłącznie wśród osób zaburzonych psychicznie. Medytacja jest też bezpieczna u osób starszych, prawdopodobnie zmniejsza skutki starzenia się mózgu.
Wszystkie tradycyjne szkoły medytacyjne przestrzegają przed zwracaniem uwagi na wizje i stany transowe (makyō). Zaleca się traktowanie ich jako kolejnego wrażenia, na którym nie należy się koncentrować, lecz podążać za medytacją.

## Nauka a medytacja
Medytacja często była przedmiotem zainteresowania neurologii, psychologii (szczególnie transcendentalnej) i fizjologii. Badania naukowe wskazują, że już 20 minut medytacji dziennie może fizycznie zmienić mózg i przynieść liczne korzyści.

### Bezpośrednimi efektami fizjologicznymi medytacji są
- Zmniejszone ciśnienie krwi[30]
- Zmniejszone tętno[30]
- Zmiana częstotliwości fal mózgowych[31]
- Zmniejszenie stężenia kwasu mlekowego we krwi[32]
- Zwiększenie oporu elektrycznego skóry (związane z głębokim relaksem)[33]
- Wyższy poziom dopaminy w mózgu[34].
- W medytacjach zwróconych na zewnątrz zanikanie efektu habituacji, szczególnie słuchowej[35].

Większość efektów obserwowane jest również podczas snu, jednak w czasie prawidłowej medytacji człowiek zachowuje, a nawet wzmacnia świadomość.

### Regularnie praktykowana medytacja powoduje szersze korzyści

#### Skutki fizjologiczne
- Obniżony poziom kortyzolu[36].
- Redukcja ryzyka wystąpienia choroby serca oraz udaru[37][38][39].
- Trwałe zmniejszenie ciśnienia krwi u pacjentów cierpiących na nadciśnienie, pozwalające na redukcję przyjmowanych leków[40][41][42].
- Zwiększenie koncentracji substancji szarej w mózgu[43][44][45] – już po 8 tygodniach praktyki medytacji zaobserwowano zwiększoną koncentrację substancji szarej w rejonach mózgu odpowiedzialnych za naukę, pamięć, samoświadomość, emocje i perspektywę[43]. Inne badania wykazały poprawę struktury mózgu już po 11 godzinach medytacji[46].
- Trwałe różnice pomiędzy częstotliwościami fal mózgowych w przedniej i tylnej części mózgu[31].
- Długotrwała praktyka medytacji znacznie zwiększa zdolność wytwarzania fal mózgowych gamma[47].
- U osób długotrwale praktykujących medytację zauważono więcej fałd w korze mózgowej, co może umożliwiać szybsze przetwarzanie informacji[29].
- Zwiększona odporność organizmu[48][49][50][51].
- Modyfikacja ekspresji genu odpowiedzialnego za metabolizm i wydzielanie insuliny (trwale przyspieszony metabolizm)[52].
- Modyfikacja ekspresji genów, przyczyniająca się do złagodzenia przewlekłych chorób zapalnych[53][54].
- Zmniejszony stan zapalny na poziomie komórkowym[55][56][57].
- Medytacja pomaga kontrolować zespół napięcia przedmiesiączkowego oraz negatywne objawy towarzyszące menopauzie[58].
- Istotna poprawa jakości życia pacjentów cierpiących na fibromialgię[59][60][61].
- Długotrwała redukcja tętna i częstości oddechów[62].
- Redukcja tempa postępowania HIV[63][64].
- Zwolnienie starzenia się komórkowego[65].
- Zwiększa odporność na ból fizyczny[66][67][68].
- Możliwa redukcja bólu w większym stopniu, niż morfina[69].

#### Skutki psychologiczne
- Poczucie harmonii umysłu
- Zwiększony iloraz inteligencji[70][71].
- Większa akceptacja siebie i pewność siebie[71].
- Poprawa nastroju i dobre samopoczucie psychologiczne[72].
- Zwiększona empatia i łatwiejsze budowanie pozytywnych relacji[73][74][75].
- Pozytywny wpływ na życie seksualne[76][77][78].
- Redukcja poziomu stresu i niepokoju[79][80][81][82][83][84][85].
- Zwiększona umiejętność koncentracji i umiejętność wykonywania tej samej czynności przez dłuższy czas[86][87][88].
- Łatwiejsze utrzymywanie koncentracji przy obecności bodźców rozpraszających uwagę[89].
- Poprawa umiejętności radzenia sobie z wieloma zadaniami równocześnie[90][91].
- Zwiększona uważność[86][92].
- Znacznie zwiększona czujność psychomotoryczna[93].
- Poprawa umiejętności przetwarzania informacji wizualno-przestrzennych[94].
- Zwiększona odporność psychiczna, wytrzymałość i inteligencja emocjonalna[95].
- Zwiększona umiejętność szybkiego przywoływania informacji z pamięci[96].
- Już po czterech dniach praktyki medytacji zauważono u praktykujących poprawę pamięci roboczej, funkcji wykonawczych i zdolności do przetwarzania informacji wizualnych[97].
- Zwiększona kreatywność[98].
- Możliwe zmniejszenie zapotrzebowania organizmu na sen[93].
- Zmniejszenie roli psychologicznych mechanizmów obronnych – mniej zakłamany obraz świata[99].
- Przygotowanie do skuteczniejszego radzenia sobie z sytuacjami stresowymi[100].
- Zwiększona zdolność pracy w warunkach stresu[86][101].
- Zwiększona świadomość nieświadomości i zmniejszona podatność na hipnozę[102].
- Redukcja uprzedzeń rasowych i wiekowych[103].
- Zwiększenie uczucia współczucia[104][105].
- Zwiększenie poczucia kontroli wewnętrznej[106].
- Obniżenie poziomu neurotyzmu[107].
- Skrócenie czasu zasypiania przy bezsenności[108][109].
- Wzrost tendencji do samoaktualizacji[110].
- Zmniejszenie poczucia samotności[56] i izolacji społecznej[111].
- Medytacja mindfulness pomaga leczyć depresję – wykazuje podobne znaczenie terapeutyczne w leczeniu depresji do antydepresantów[112][113] i przynosi pacjentom różne psychologiczne korzyści[114]. W badaniu przeprowadzonym wśród młodzieży szkolnej, ćwiczenia medytacji zmniejszyły symptomy depresji w okresie do 6 miesięcy[115].
- Zmniejszenie depresji u kobiet w ciąży[116][117].
- Pomocna w normalizacji nastroju i terapii zaburzeń lękowowych[58].
- Redukcja objawów zespołu lęku napadowego[81].
- Pomocna w terapii pacjentów cierpiących na ADHD[118].
- Według niektórych badań pomaga leczyć uzależnienie od alkoholu i narkotyków[119].

Medytacja może wywoływać negatywne skutki psychiczne, jeżeli zostanie zastosowana do leczenia psychoterapeutycznego poważniejszych zaburzeń psychicznych.
Duża liczba badań dotyczy medytacji transcendentalnej, jednak te badania nie są zbyt wiarygodne, gdyż w olbrzymiej większości są finansowane przez organizacje oferujące kursy medytacji transcendentalnej.
Przeprowadzano też z powodzeniem próby nauczenia więźniów kontroli emocjonalnej przy użyciu medytacji vipassany. Więźniowie ci byli bardziej skorzy do współpracy z władzami, mieli mniejszą skłonność do narkotyków i znacząco rzadziej wracali do więzienia po wyjściu na wolność. Podobny projekt istnieje też w Polsce, a praktyka (stan z 2005) odbywa się w kilku dolnośląskich więzieniach.
Medytacja wywiera fizyczny wpływa na mózg już po kilku tygodniach praktyki, natomiast mózgi mnichów praktykujących medytację od lat różnią się strukturalnie od mózgów osób niemedytujących. W jednym z doświadczeń zaobserwowano u osób praktykujących medytację widoczne zmiany na poziomie komórkowym, w telomerach.

## Medytacja a zdrowie
Przegląd badań dotyczących medytacji przeprowadzony w 2012 roku pokazał, że regularna praktyka popularnych form medytacji, takich jak vipassana czy medytacja transcendentalna, wyraźnie wpływa na zdrowie i organizm człowieka. U medytujących silna poprawa następuje w obszarze relacji interpersonalnych oraz emocji (wyższa inteligencja emocjonalna, mniejszy stres, pozytywne emocje, lepsza samokontrola). Medytacja ma też średni wpływ na poprawę uwagi oraz niewielki na zwiększenie inteligencji ogólnej i pamięci.
Regularna praktyka medytacji prawdopodobnie poprawia jakość snu oraz redukuje ilość czasu potrzebnego na wyspanie się.
W Harwardzkiej Klinice Ciała i Umysłu (ang. Harvard’s Mind/Body Clinic) przeprowadzano badania nad medytacją jako metodą leczenia.
Uzyskano poprawę lub wyleczenie w następujących chorobach:
- nadciśnienie,
- arytmie serca,
- niepłodność z nieznanych przyczyn (zaburzenia psychosomatyczne),
- PMS (zespół napięcia przedmiesiączkowego),
- chroniczny ból,
- migrena,
- bezsenność (insomnia),
- zaburzenia psychosomatyczne,
- łagodna depresja,
- niepokój,
- obniżone poczucie własnej wartości,
- łuszczyca[127][128].

W pracy ludzie rzadziej korzystali z urlopów chorobowych.
Proces medytacji pozytywnie wpływa na fizjologię organizmu.
- Zmniejszenie częstotliwości oddechów
- Obniżenie zużycia tlenu
- Relaks i odprężenie
- Zmniejszenie napięcia mięśniowego
- Zwiększenie sił i energii życiowych

## Medytacja a religia
Medytacje stanowią centralny punkt religii Wschodu, były wykorzystywane także przez mistyków religii abrahamicznych. Medytacja nie stoi w sprzeczności z nakazami większości religii ani nie wymaga żadnej wiary. Można ją traktować jako formę modlitwy lub ćwiczenie umysłu.

### Buddyzm

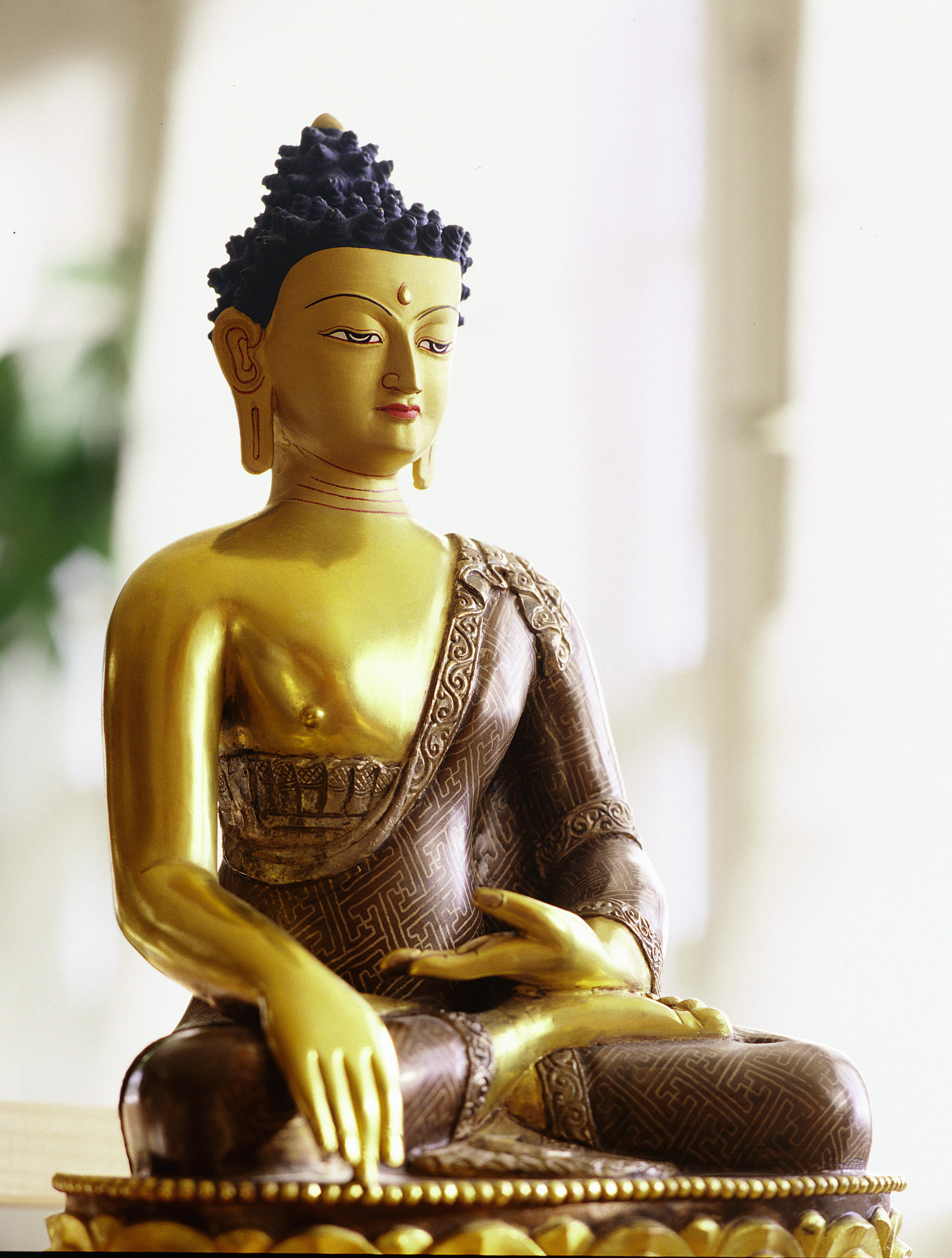
Budda

Krótka definicja: medytacja jest to ćwiczenie się w nieuleganiu rozproszeniom.
Osoba praktykująca medytację wyciszenia (sanskryt: shamata; język tybetański: szine) w buddyzmie przechodzi przez kilka etapów. W czasie tego procesu zmienia się jej sposób postrzegania rzeczywistości (a nierzadko również motywacja do praktyki).
1. Wyzbycie się pożądań i przywiązania do spraw światowych; niechęć do samsary, determinacja aby się wyzwolić oraz współczucie. To jest wstęp do dalszej praktyki.
2. Wewnętrzny spokój, skupienie na obiekcie medytacji. Stan ten cechuje też przywiązanie do doświadczeń płynących z głębokiej koncentracji – do błogości, radości i przejrzystości umysłu.
3. Kiedy wspomniane wyżej lgnięcie ustaje, pozostaje jeszcze subtelne przywiązanie do pustki. Koncentracja zwana jest wówczas „jasno rozróżniającą”.
4. Doskonałość medytacji praktykujący osiąga, gdy tylko spoczywa w rzeczywistości takiej, jaka jest, bez tworzenia czegokolwiek.

Oczywiście jest to model wyidealizowany. W rzeczywistości rzadko zdarza się, że ktoś znajduje się na konkretnym etapie – schemat ten przybliża jednak tendencję zmian, jakie zachodzą w czasie długotrwałej praktyki.
Medytacja wyciszenia nie jest jedynym rodzajem medytacji w teorii buddyzmu. Ostatecznym celem medytacji jest usunięcie całkowite cierpienia i jego przyczyn oraz osiągnięcie „doskonałego oświecenia”. Przyczynami cierpienia są opisane według dwunastu ogniw współzależnego powstawania „niewiedza” oraz „splamienia umysłu” powstające pod jej wpływem dzięki prawu karmy. Owe splamienia są stanami konceptualnymi, które mogą być usunięte przez arhata, aby zrealizować wyzwolenie od cierpienia. Całkowite usunięcie wszystkich błędów wiąże się jeszcze z usunięciem bardziej subtelnych przeszkód, mianowicie zaciemnień od niewiedzy. Zaciemnienia od niewiedzy według nauk mahajany usuwa się dopiero podczas zrealizowania Doskonałego Oświecenia (sanskryt: Anuttara Samjak Sambhodi) w wyniku praktyki bodhisattwy.
W buddyzmie rozpatrując jego różne tradycje można wyróżnić cztery sposoby medytacji na usunięcie splamień:
1. porzucenie splamień poprzez dożywotnią moralną dyscyplinę odrzucenia niewłaściwych czynów i wykonywania właściwych
2. niepodleganie splamieniom poprzez angażowanie się w stany im zaprzeczające (stosując antidotum) aż do ich usunięcia, np. nieuleganie pożądaniu cielesnemu dzięki kontemplację nad obrzydliwością wnętrza ciała
3. użycie splamień jako użytecznych podczas medytacji nad ich naturą jako naturą rzeczywistości i umysłu siunjata aż do osiągnięcia braku splamień
4. przekształcenie bezpośrednio splamień w aktywności do oświecenia poprzez praktyki tantryczne w wadżrajanie.

W buddyzmie therawady samatha i vipassana są głównymi medytacjami. Tym niemniej w innych tradycjach buddyzmu samatha i vipassana również występują, chociaż w ramach innych praktyk, tj. w buddyzmie zen w ramach praktyki zazen, w buddyzmie tybetańskim w ramach wizualizacji jidama związanych z praktyką tantr, czy w buddyzmie Czystej Krainy w ramach recytacji imienia Buddy (nianfo).

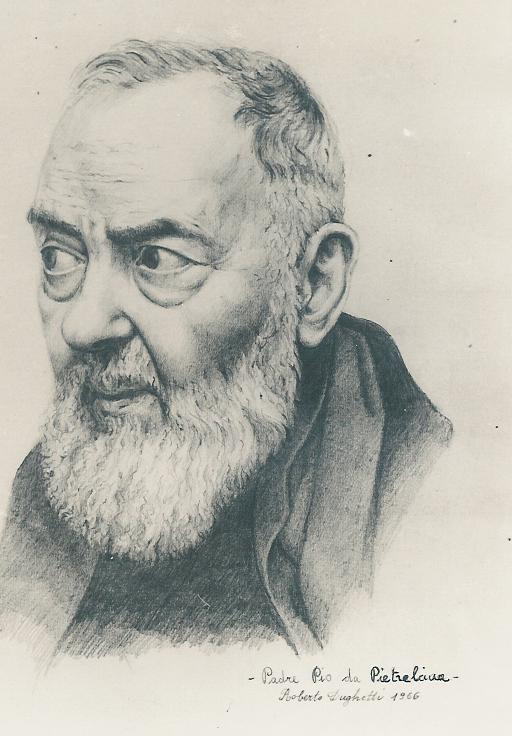
Święty Ojciec Pio był zwolennikiem chrześcijańskiej medytacji. Uważał, że „Jeden szuka Boga poprzez studiowanie książek; drugi poprzez medytację go znajduje.”

### Chrześcijaństwo
W chrześcijaństwie, w tym katolicyzmie, medytacja jest wykorzystywana jako rodzaj modlitwy, polegającej na zwracaniu się do Boga w ciszy. Zdaniem o. Jacka Bolewskiego ma ona umożliwić człowiekowi dostrzeżenie i usunięcie „przeszkód tkwiących w jego wnętrzu, a wynikających z egocentryzmu, tworzenia własnego świata trosk i marzeń” i ma prowadzić do wzrostu miłości i pomóc w odkryciu Boga.